# Didymodon laevigatus
Didymodon laevigatus är en bladmossart som beskrevs av Richard Henry Zander 1978. Didymodon laevigatus ingår i släktet lansmossor, och familjen Pottiaceae. Inga underarter finns listade i Catalogue of Life.